# Malappuram (Distrikt)
Der Distrikt Malappuram (Malayalam: മലപ്പുറം ജില്ല) ist ein Distrikt im südindischen Bundesstaat Kerala. Verwaltungssitz ist die namensgebende Stadt Malappuram. Malappuram ist der einwohnerstärkste Distrikt Keralas und der einzige mit muslimischer Bevölkerungsmehrheit.

## Geografie

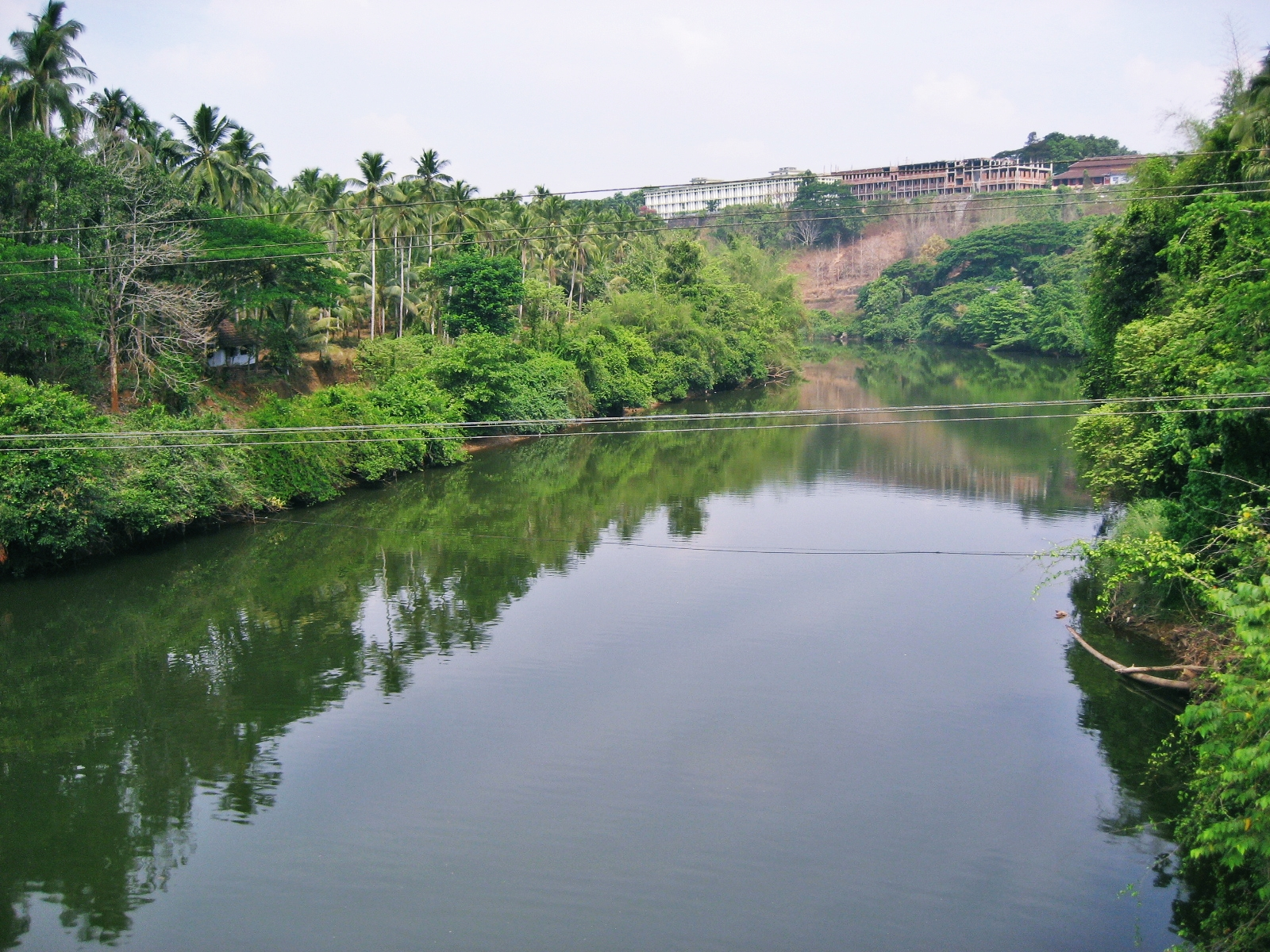
Am Kadalundi-Fluss

Der Distrikt Malappuram liegt in der nördlichen Hälfte Keralas und grenzt im Westen mit etwa 70 Kilometer Küstenlinie an das Arabische Meer, im Süden an den Distrikt Thrissur, im Südosten an den Distrikt Palakkad, im Nordosten an den Nachbarbundesstaat Tamil Nadu (Distrikt Nilgiris) sowie den Distrikt Wayanad und im Norden an den Distrikt Kozhikode.
Das Distriktgebiet hat eine Fläche von 3.554 Quadratkilometern und erstreckt sich von der Malabarküste im Westen bis zu den Nilgiribergen im Osten, einem Teil der Westghats, welche die natürliche Grenze zwischen Kerala und Tamil Nadu bilden. Die Berge im Distriktgebiet erreichen Höhen von bis zu 2.340 Metern. Durch das Distriktgebiet fließen drei große Flüsse. Von Norden nach Süden sind dies der Chaliyar im Norden, der Kadalundi und der Bharathapuzha.
Der Distrikt Malappuram ist in die sechs Taluks Nilambur, Ernad, Tirurangadi, Perinthalmanna, Tirur und Ponnani unterteilt.

## Geschichte
Die Gegend von Malappuram kam 1792 nach Ende des Dritten Mysore-Krieges unter britische Herrschaft. Die Briten gliederten das Gebiet als Teil des Distrikts Malabar in die Präsidentschaft Madras ein. Während der britischen Kolonialzeit kam es wiederholt zu Aufruhr seitens der muslimischen Bevölkerung gegen die Kolonialmacht, die im Moplah-Aufstand von 1921 kulminierte. Nach der indischen Unabhängigkeit kam Malappuram 1956 zum Bundesstaat Kerala, der nach den Sprachgrenzen des Malayalam aus dem Distrikt Malabar und der Föderation Travancore-Cochin entstanden war. Als eigenständiger Distrikt besteht Malappuram seit dem 16. Juni 1969. Er wurde aus Teilen der Distrikte Kozhikode und Palakkad gebildet, die ihrerseits durch Teilung des alten Distrikts Malabar entstanden waren.

## Bevölkerung

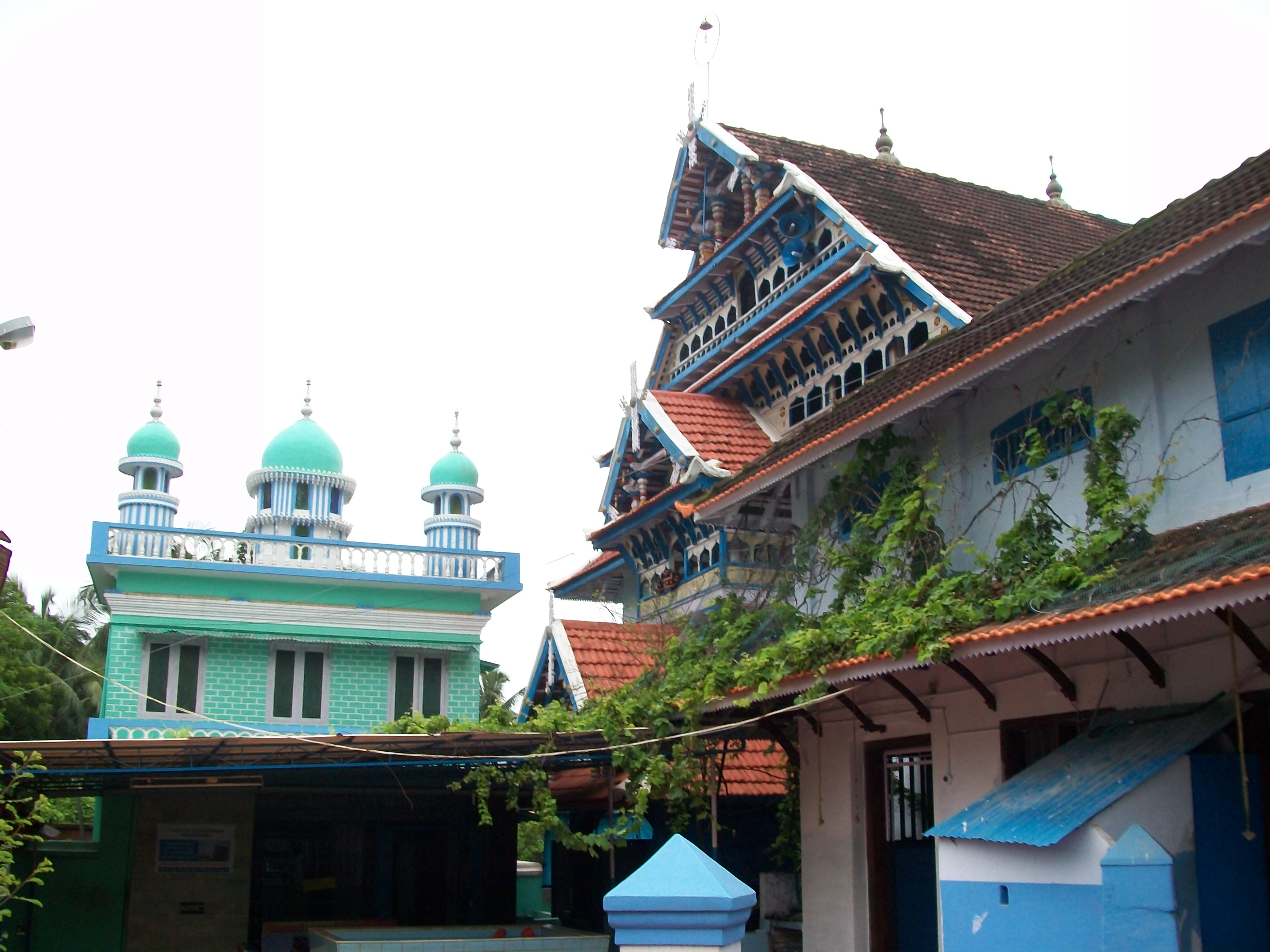
Freitagsmoschee in Ponnani

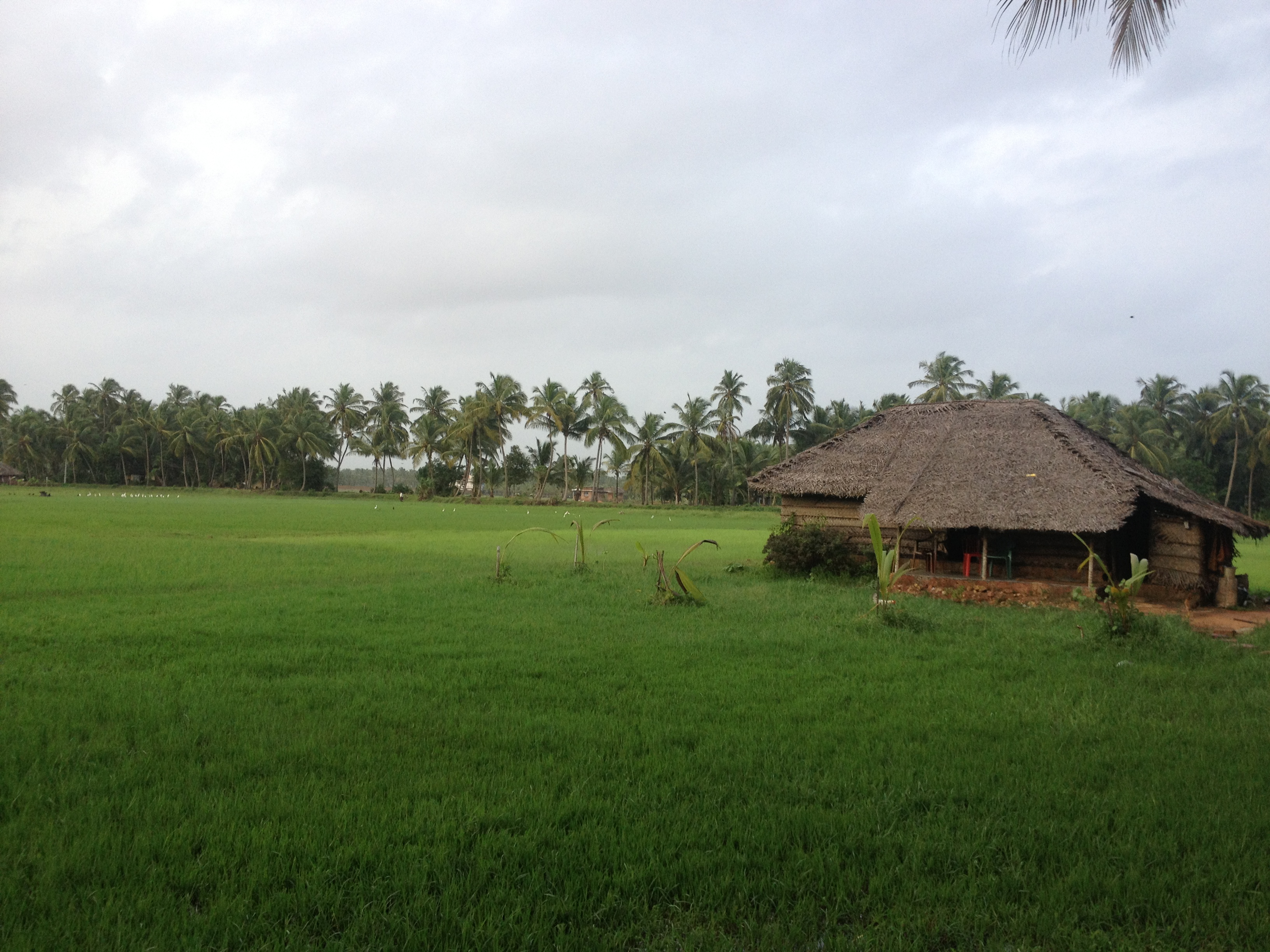
Traditionelle Behausung in Kaimalasseri in Malappuram

Bei der Volkszählung 2011 hatte der Distrikt Malappuram 4.112.920 Einwohner. Damit war er der einwohnerstärkste Distrikt Keralas. Die Bevölkerungsdichte lag mit 1.157 Einwohnern pro Quadratkilometer noch über dem ohnehin schon hohen Mittelwert des Bundesstaates. Das Bevölkerungswachstum war das höchste aller Distrikte Keralas: Im Vergleich zur letzten Volkszählung 2001 wuchs die Einwohnerzahl um 13,5 Prozent an, während die Einwohnerzahl ganz Keralas im Vergleichszeitraum nur um 4,9 Prozent wuchs. 44,2 Prozent der Einwohner des Distrikts Malappuram lebten 2011 in Städten. Der Urbanisierungsgrad entsprach damit dem Mittelwert des Bundesstaates (47,2 Prozent). Auch die Alphabetisierungsquote lag mit 93,6 Prozent nahe am Durchschnitt Keralas (94,0 Prozent).
Der Distrikt Malappuram ist der einzige Distrikt Keralas und ganz Südindiens mit muslimischer Bevölkerungsmehrheit: Bei der Volkszählung 2011 bekannten sich 70,2 Prozent der Einwohner zum Islam. Die restliche Bevölkerung bestand größtenteils aus Hindus (27,6 Prozent). Christen stellten anders als in vielen Teilen Keralas mit 2,0 Prozent nur eine kleine Minderheit dar.

## Städte
| Stadt          | Einwohner (2001) |
| -------------- | ---------------- |
| Malappuram     | 58.490           |
| Manjeri        | 83.704           |
| Perinthalmanna | 44.613           |
| Ponnani        | 87.356           |
| Tirur          | 53.650           |